# Stenopsychodes hiemalis
Stenopsychodes hiemalis är en nattsländeart som beskrevs av Tillyard 1922. Stenopsychodes hiemalis ingår i släktet Stenopsychodes och familjen Stenopsychidae. Inga underarter finns listade i Catalogue of Life.